# Kaj Möllefors
Kaj Peter Olavi Möllefors, född 4 juni 1947 i Hässleholms församling i Kristianstads län, död 29 april 2016 i Söndrums distrikt i Hallands län, var en svensk läkare och ämbetsman.

## Biografi
Möllefors avlade medicine licentiat-examen vid Lunds universitet 1973 och blev legitimerad läkare 1975 samt var överläkare i Karlskrona 1983–1988. Han tjänstgjorde 1988–1991 som försvarsöverläkare vid Försvarets sjukvårdsstyrelse: 1988–1990 som chef för Enheten för personalförsörjning och 1990–1991 med överstes grad som chef för Enheten för hälso- och sjukvård i fred. Han har tjänstgjort som chef för FN-sjukhuset i Libanon under United Nations Interim Force in Lebanon och 1991 var han kontingentschef vid svenska fältsjukhuset i Saudiarabien under Kuwaitkriget. Han var landstingsdirektör och förvaltningschef i Nordvästra sjukvårdsområdet i Stockholms läns landsting 1992–1994 och landstingsdirektör i Skaraborgs läns landsting 1994–1997. Åren 1997–1999 var han hälso- och sjukvårdsdirektör i Västra Götalandsregionen, varpå han under 1999 var landstingsdirektör i Hallands läns landsting. Därefter arbetade Möllefors på Apoteket AB och skapade därvid värdefulla relationer med bland annat Kina, Tyskland och övriga Norden.
Kaj Möllefors invaldes 1995 som ledamot av Kungliga Krigsvetenskapsakademien. År 2010 utträdde han ur akademien.